# 여포
여포(중국어 정체자: 呂布, 간체자: 吕布, 병음: Lǚ Bù 뤼부[*], ?~199년 2월 7일(198년 음력 12월))는 중국 후한 말의 군웅으로, 자는 봉선(중국어: 奉先, 병음: Fèngxiān 펑셴[*]), 병주 오원군 구원현 출신이다. 마중적토 인중여포(馬中赤兎 人中呂布)라는 말로 표상되듯 신기(神技)에 가까운 무예와 용맹으로 천하의 명성을 얻었다.
동탁의 양아들이었지만 왕윤과 공모하여 동탁을 죽이고 정권을 잡았다가 30여 일 만에 이각·곽사·장제·번조에게 패하고 장안에서 달아났다. 이후 각지를 떠돌다 자신을 받아준 유비를 내쫓고 서주를 탈취하였다. 조조에 맞서다가 패망하고 교수형에 처해졌다.

## 생애

### 동탁의 양아들
병주 오원군(五原郡) 구원현(九原縣) 사람으로 병주에서 무관으로 일했다. 병주자사 정원이 기도위가 되어 하내군에 주둔하면서 여포를 주부(主簿)로 삼고 가까이 대했다. 189년(중평 6년) 영제가 붕어하고 정원은 수도인 낙양으로 불려가 집금오에 임명되었다. 역시 낙양에 당도한 동탁은 정권을 장악하고자 정원의 군대를 손에 넣고 싶어 했다. 여포는 동탁의 꾐에 넘어가 상관인 정원을 죽이고 기도위에 올랐으며 동탁의 양아들까지 될 정도로 깊은 신임을 받았다.
190년(초평 원년) 동탁의 횡포에 반동탁 연합군이 궐기하였다. 서영에게 깨졌던 손견이 다음 해인 191년에 흩어진 군을 수습하여 다시 양현(梁縣)의 양인(陽人)으로 진군해 왔다. 호진이 대독(大督)을, 여포가 기독(騎督)을 맡아 5,000명으로 함께 요격에 나섰으나 서로 반목하여 패주했다. 이각을 통한 화평 교섭도 무위로 돌아간 탓에 동탁이 몸소 응전하고 여포는 낙양을 지켰지만 손견을 가로막지 못했다. 동탁은 동월(董越), 단외, 우보 등을 대치시키고 장안으로 들어갔다.

### 동탁 주살
직위는 점차 올라 중랑장에 도정후(都亭侯)가 되었으며 늘 동탁을 경호하였다. 동탁은 억세고 편협하며 화가 나면 뒷일을 생각하지 않았다. 어느 날 사소한 마찰로 동탁이 여포를 향해 수극을 던졌다. 민첩하게 피하고 사죄했기에 망정이지 죽을 뻔한 여포는 이 일이 앙금으로 남았다. 거기다 동탁의 집에서 중합(中閤-중문)을 지킬 때 시중을 드는 계집종과 몰래 정을 통했는데 이것이 동탁에게 발각될까 두려워했다. 어느 날 여포는 같은 고향(병주) 출신으로 친분이 있던 사도인 왕윤에게 수극 사건 등을 토로했는데, 당시 왕윤은 상서복야 사손서와 동탁 주살을 모의하고 있었고, 여포가 동탁에게 불만이 많은 것을 알게 되자 여포에게 동탁 암살에 참여할 것을 회유한다. 왕윤 회유에 여포는 처음에는 부자 사이 어떻게 그럴 수 있냐고 펄쩍 뛰었지만, ‘친부도 아닐뿐더러 아버지가 아들에게 수극을 던지겠느냐’는 왕윤의 설득에 결국 동탁 암살에 동참하였다.
초평 3년(192년) 음력 4월 23일 황제 유협의 병이 나은 것을 축하하기 위해 미앙전(未央殿)에서 모임이 열려 동탁도 입궐하게 되었는데 여포와 왕윤 등은 이날을 동탁 암살일로 잡는다. 여포는 기도위 이숙과 공모해 진의(秦誼), 진위(陳衛), 이흑(李黑) 등 10여 명을 위사(衛士)로 위장시켜 북액문(北掖門)에 매복시켜 둔 뒤 본인들은 동탁을 마중 나간다. 동탁 지시에 따라 동탁을 호위하던 여포와 이숙은 북액문에 도착한다. 동탁이 북액문을 통과하자 이숙이 먼저 동탁을 창으로 찔렀지만 동탁은 조복 속에 갑옷을 입고 있어서 팔에 부상만 입고 죽지 않았다. 창에 찔려 수레에서 낙마한 동탁은 급하게 여포를 찾았지만 여포는 동탁에게 “조서를 받들어 역적 동탁을 치노라”고 답하고, 이에 동탁은 “개 같은 놈, 네가 어떻게 이럴 수가 있느냐!?(庸狗敢如是邪)!”고 여포를 욕하자 여포는 동탁을 창으로 찔러 죽인다. 주부 전의(田儀)와 동탁의 창고지기 두전(頭前)이 동탁의 시신을 보고 통곡하자 이들도 죽였다.

### 한순간의 정권
여포는 왕윤과 정권을 차지하여 분위장군(奮威將軍) 혹은 분무장군(奮武―)에 임명되고 가절(假節)을 받았으며 삼사에 준한 대우를 누렸다. 작위도 온후(溫侯)로 진봉됐다. 여포는 사후 처리를 놓고 왕윤에게 동탁의 잔당은 사면할 것을, 동탁이 쌓아놓은 재물은 공경대신과 장교들에게 나누어 줄 것을 수차례 권했으나 왕윤은 이를 거부했다. 거기다 왕윤은 여포를 단순한 칼잡이라며 업신여겼으므로 여포는 왕윤과 점차 틈이 생겼다.
여포는 홍농군 섬현(陝縣)에 있던 동탁의 사위 우보의 토벌을 시도한다. 처음에는 이숙에게 토벌을 지시했지만 실패하고 이숙에게 책임을 물어 처형했지만, 그 뒤 우보는 괜스레 겁을 먹고 도주하다가 그 부하에게 목숨을 잃었다. 우보가 죽자 우보의 부하였던 이각·곽사·장제 등 양주인들이 사면을 청해왔다. 왕윤이  고집으로 인해 사면이 불허된 이들이 가후의 진언을 받아들여 무기를 들고 장안으로 몰려왔다. 이에 번조 등 이런저런 세력들도 합류하니 그 수가 10여만 명에 이르렀다. 모를 쥐고 곽사와 일기토를 벌여 부상을 입히기도 했지만 6월(음력) 성 내부에 호응자가 있어 입성을 허용하고 말았다. 여포는 왕윤에게 같이 도피하자고 했지만 왕윤은 죽을 것을 알면서도 헌제를 내버려 두고 갈 수 없다며 스스로 잔류를 택했다. 여포는 수백 기만을 거느린 채 동탁의 머리를 들고 무관(武關)을 거쳐 남양태수 원술에게로 달아났다. 동탁이 죽은 지 채 40일 도 되지 않은 때였다.

### 방랑
스스로 동탁을 죽여 원씨 일가의 복수를 한 공이 있답시고 마음대로 군사들의 노략질을 허용하니 여포를 환대했었던 원술이 근심하였다. 불안해진 여포는 하내태수 장양에게로 갔다. 이각 등이 현상을 걸어 여포를 찾자 장양에게 ‘우리는 동향인데 죽이지 말고 산 채로 넘겨야 더한 상을 받지 않겠냐’고 돌려 말하였다. 장양은 여포를 넘기지 않고 보호해 주었다.
193년 기주목 원소의 신세를 지면서 원소를 도와 상산국에서 흑산적 장연과 싸웠다. 장연의 정병은 수만 명에, 기병 또한 수천 명이었음에도 여포는 해자도 뛰어넘는 명마인 적토마를 타고 성렴, 위월 등 수십 기와 더불어 돌진했다 나오기를 하루에 많으면 서너 번에 이르기까지 10여 일을 계속해 많은 적을 참수하였다. 이에 공을 세웠답시고 증원을 청한 데다 부하들은 흉포하게 노략질을 벌이니 원소가 우환거리로 여겼다. 이 과정에서 여포는 안량이나 문추 같은 원소의 부하들을 심하게 멸시했다. 심상치 않게 돌아가는 분위기에 여포는 낙양으로 떠난다 하였다. 원소가 임의로 사례교위를 얹어주고 장사 30명으로 배웅했는데 실은 암살하려는 것이었다. 이를 눈치챈 여포가 다른 사람에게 군막 안에서 쟁을 켜게 해 자신이 켜는 척 위장하고 몰래 빠져나갔다. 장사들이 밤중에 난입했지만 여포는 이미 피신한 후였다. 원소가 뒤늦게 보낸 추격병들은 여포의 무용을 두려워하여 가까이 접근해 오지 않았다. 다시 장양을 의지했다. 이각 등이 여포를 회유하며 영천태수를 주었다.
194년(흥평 원년) 조조가 서주목 도겸을 공격하느라 연주를 비운 사이 진류태수 장막이 진궁의 조언에 따라 반기를 들고 여포를 연주목으로 추대하였다. 여포는 동군 복양현(濮陽縣)으로 들어가, 급히 회군한 조조를 상대로 100여 일을 버티며 선전했으나 황충(蝗蟲)이 덮쳐 식량이 고갈되는 바람에 매듭을 짓지 못했다. 조조는 본거지인 제음군 견성현(鄄城縣)으로 물러나 주 전체의 수복을 꾀했다. 여포는 승씨현(乘氏縣)을 찔러봤다가 이진(李進)에게 저지당하고 산양군으로 이동하였다. 195년 거야현(鉅野縣)을 수비하던 설란과 이봉 구원에 실패하였다. 만여 명을 동원하여 진궁과 함께한 역공도 복병에 패하였다. 결국 제음군 정도현(定陶縣)이 뚫리면서 여러 현들을 잃고 장막과 같이 유비에게 투탁하였다. 도겸 사후 유비가 그 뒤를 이었던 터였다. 장막은 원술에게 도움을 요청하러 가던 도중 수하에게 살해당했다.

### 서주에서 재기
196년(건안 원년) 하비국의 우이현(盱眙縣)과 회음현(淮陰縣) 일대에서 회수를 끼고 유비와 다투던 원술의 연합 제의에 흔쾌히 응하여 하비성을 습격하였다. 하비는 장비와 하비상 조표가 방비하고 있었다. 장비는 모종의 이유로 조표를 죽이려 했고, 조표 측에서 여포에게 성문을 열어준 덕분에 쉽게 하비를 점령하였다. 유비는 여포와 원술 가운데에 샌드위치가 되어 광릉군 해서현(海西縣)으로 패주하고 굶주림을 견디다 못해 여포에게 귀의하였다. 마침 원술이 군량 조달 약속을 지키지 않았으므로 유비를 소패(小沛)에 발붙이게 해주고 스스로 서주자사 내지 서주목이라 칭하였다.
6월(음력) 하내 사람 학맹이 오밤중에 반란을 일으켜 하비의 관아를 엄습하였다. 여포는 의관도 갖추지 못하고 급히 고순에게로 갔다. 고순은 휘하 부대로 일제히 화살을 쏘아 학맹을 쫓아냈다. 자신의 진영으로 도망간 학맹은 그 부장 조성에게 팔이 잘리고 고순에게 참수당했다. 조성은 원술이 배후이며 진궁도 공모했다고 진술하였다. 그 자리에 있던 진궁이 모두가 알아볼 정도로 얼굴을 붉혔지만 중요한 장수라서 불문에 부쳤다. 본래 이 모의에 반대했었던 조성에게는 칭찬과 더불어 학맹의 진영을 맡겼다.
원술이 기령을 시켜 3만 명으로 유비를 마저 정리하려 하자 유비가 구원을 청해왔다. 부하들이 원술의 손을 빌려 유비를 멸하자고 했지만 여포는 ‘원술이 유비를 잡으면 북쪽의 장패, 손관 등과 연계하여 우리를 포위하는 형국이 될 수 있다’며 보병과 기병 천여 명만 데리고 가서 중재하였다. 기령과 유비 사이에 자리를 만들어 자신의 성정은 싸움이 아니라 화해시키는 것을 좋아한다며 영문을 지키는 무관에게 극을 세우게 하고는 자신이 활을 쏴 옆에 달린 날[小支, 胡]을 맞히면 모두 화해하고 못 맞히면 싸워서 결착을 보라 하였다. 여포는 이를 정확히 맞혔고 장수들은 여포가 하늘의 위엄을 지녔다며 경탄하였다. 이후 유비가 소패에서 만여 명을 모으는 등 병력이 늘어나자 위험 요소로 판단해 밀어냈다. 유비는 세력을 이끌고 조조에게 의탁하였다.

### 조조와의 화해
197년 원술이 한윤을 사자로 파견하여 황제를 참칭한 일을 알리고 예비 며느리를 데려갔다. 이전에 원술과 여포는 결속을 굳건히 하고자 사돈을 맺기로 했었다. 패국상 진규는 원술과 여포가 동맹하면 국난이 될 것이라 보고 여포에게 ‘천자를 받들고 국정을 보좌하는 조조와 협동해야지, 원술과 이어지면 의롭지 못하다는 오명을 뒤집어써 누란지위에 처하게 된다’고 설득하였다. 여포도 원래 원술을 싫어했던 터라 이미 길을 나선 딸 일행을 뒤쫓아 돌려세우고 한윤은 붙잡아서 허도로 압송하였다.
그동안 조조는 우호를 다지는 친필 서신과 원술 토벌 조서, 그리고 사비를 들여 평동장군(平東―)과 평도후(平陶侯)의 인장 및 자수(紫綬)도 보내왔다. 이전에 헌제가 내린 벼슬과 작위였는데 사자가 산양군께에서 그 문서를 잃어버렸었다. 여포는 헌제와 조조에게 사람을 보내 여러 번 답례하였다. 이내 좌장군직까지 받자 진규의 아들 진등으로 하여금 헌제에게 감사를 표하고 서주목 자리를 받아오라 하였다. 진등은 조조를 만나 여포를 조속히 처치해야 한다고 속내를 밝히며 내부에서 협력하겠다고 약속하였다. 그러고는 복귀하여 서주목을 받아오지 않은 것에 대해 “장군을 보살피는 것은 호랑이를 기르는 것과 같아 고기를 주어 배부르게 하지 않으면 사람을 물 것이라 말하니 조조는 장군을 호랑이가 아니라 매에 비유하며 주리면 부릴 수 있고 배부르면 날아가 버릴 것이라 하였습니다.”라고 둘러댔다.

### 원술과의 대결
한편 원술은 노하여 장훈, 교유, 한섬, 양봉 등 수만 명으로 일곱 길에서 밀고 올라가게 했다. 진규가 “한섬과 양봉은 막 귀속해서 단결력이 약합니다. 아들 진등도 닭들이 모여 함께하지 못하는 형세라며 금방 찢어질 것이라 하였습니다.”라 말하고 계책을 올렸다. 편지를 써 보내기를, ‘두 장군이 어가를 호송하며 동쪽으로 온 것과 여포가 동탁을 주살한 것은 모두 나라에 제일가는 공이오. 원술은 반역하여 토벌받아야 마땅한데 어찌 역적과 한패가 되어 여포를 친단 말이오? 힘을 합해 원술을 격파하고 천하에 공을 세웁시다.’ 또 노획한 군수 물자도 전부 주기로 약속했다. 여포가 진격하여 장훈군과의 거리가 100보가량 되었을 때 한섬과 양봉도 군을 돌려 동시에 장훈군을 타격하였다. 대파하여 교유를 사로잡고 수많은 이를 살상했다.
이어서 한섬, 양봉과 구강군 수춘현(壽春縣) 방향으로 수륙병진하며 지나는 곳마다 노략하고 종리현(鍾離縣)에서 회수 북쪽으로 군을 물린 뒤 원술에게 편지를 썼다. ‘족하는 군세가 강성하다고 자부하며 늘 호언하기를, 휘하의 맹장과 난폭한 무사들이 서로 싸우려는 것을 가까스로 억제한다 하셨소. 내 비록 무용이 없어도 회남 지방을 한때의 시간 동안 범처럼 거닐었는데, 족하는 쥐새끼처럼 수춘에 숨어 있고 다른 누구도 고개조차 내밀지를 않으니 대체 그 맹장과 무사들은 어디에 있단 말이오? 족하는 큰소리쳐 천하를 속이는 것을 좋아하지만 어떻게 천하의 사람들을 모조리 속일 수 있겠소? 자고로 교전 중에도 서로 소식을 주고받았소. 내가 먼저 꾸민 짓도 아니거니와 서로 멀리 떨어져 있지도 않으니 또 소식 전할 수 있을 것이오.’ 원술이 친히 보기 5천 명을 이끌고 회수에 다다랐다. 여포와 그의 기병들이 회수 북안에서 크게 비웃고 귀환하였다.
장패가 낭야상 소건(蕭建)을 무찌르고 거현(莒縣)을 점거하였다. 약속한 재물을 주지 않기에 손수 무력을 행사하여 받으러 갔다. 고순이 “장군의 위명은 이미 널리 알려져 원근이 두려워하며 복종하는데 경솔하게 몸소 출군해서는 안 됩니다. 만일 이기지 못한다면 명성의 손상이 적지 않을 것입니다.”라며 반대하는 것은 듣지 않았다. 장패의 농성에 부딪혀 공략에 실패하고 회군하였다. 이후 장패와의 관계를 회복하였다.

### 조조와의 결전
198년 세력이 몹시 쇠한 원술과 다시 손잡았다. 패국 일대에서 조조의 지원을 받아 여포군을 교란하던 유비를 고순과 장료로 하여금 정벌하게 하였다. 9월(음력) 유비와 그 원군 하후돈을 깨트리자 조조가 친정을 시작하였다. 10월 조조가 팽성국을 함락하여 팽성상 후해(侯諧)를 생포하고 하비까지 전진해 왔다. 여포가 역격(逆擊)에 나섰으나 격퇴당하고 성렴이 붙잡혔다. 항복해야겠다 싶었는데 진궁 등은 그래 봤자 목숨을 보전할 수 없다며 되레 여포가 성 바깥에서, 진궁이 성 안에서 서로 기각(掎角)의 형태로 방어하다 보면 열흘도 안 되어 조조군의 군량이 다해 승리할 것이라 보았다. 괜찮다 여기고 출성하려는데 부인이 “진궁은 조조로부터 갓난아이인 양 귀한 대우를 받았음에도 우리에게 귀순하였습니다. 하물며 장군의 대우는 조조에 미치지 않았는데도 온전히 성을 맡긴 채 처자식은 내버려 두고 멀리 나가려 하십니까? 만약 변고가 생긴다면 제가 장군의 처로 남아있겠습니까?”라고 말려서 그만두었다.
한편 원술에게는 허사와 왕해(王楷)를 파견하여 급박함을 알렸다. 원술이 출병하고 여포도 기병 천여 기로 조조군을 찔러봤지만 또 패퇴당했다. 여포는 용맹한 반면 꾀가 없고 시기심이 많아 무리를 제대로 다스리지 못했으며 장수들은 뜻이 달라 서로 의심했으므로 번번이 패했다. 조조는 기수(沂水)와 사수(泗水)를 끌어들여 하비를 물에 잠기게 하고 공성전을 벌였다. 섣달 후성, 송헌, 위속이 이반하여 진궁과 고순을 포박하고 조조에게 투항했다. 여포는 남은 부하들과 백문루(白門樓)에 올랐다가 이내 저항을 포기하였다.
조조에게는 여포가 기병을 조조가 보병을 지휘한다면 천하도 쉽사리 평정할 것이라 제안하고 유비에게는 묶인 줄이 너무 조이니 조금 느슨하게 하라고 한마디 해달라고 부탁했다. 조조가 범을 잡아매는데 꽉 조이지 않을 수 없다고 하면서도 약간 풀어주라 명하자 유비가 “공께서는 여포가 정원과 동탁을 섬기던 일을 보지 못하셨습니까?”라고 귀띔하였다. 여포는 유비를 가리켜 “저 귀 큰 놈이 가장 믿지 못할 놈이다!” 라 외쳤다. 교수형에 처해진 다음 허도에 효수되었다. 중간에 여포가 “장수들을 후대했었음에도 위급해지자 죄다 나를 배반했소”라는 말도 남겼었는데 조조가 “경은 처를 저버리고 장수들의 여자를 사랑했으면서 어찌 후대했다 하시오?”라 반문하기도 했다.

## 성품과 평가
힘이 세고 궁마술에 능숙하여 비장(飛將)이라 일컬어졌다. 비장은 전한 무제 시절의 명장인 이광도 들었던 바였다. 사람들은 “사람 중에 여포가 있고, 말 중에 적토가 있다.(人中有呂布 馬中有赤兔)”고 감탄하였다. 진궁도 여포는 장사로서 맞설 상대가 없을 정도로 싸움을 잘한다고 장막에게 말한 바 있다. 다만 여포는 싸움으로 밀린 적이 있었는데, 동탁의 부하 시절 손견에게 크게 패하고 도주한 적이 있었다.
성품에는 크게 문제가 있는 인물로 다른 사림들에게 신뢰를 잃는 행동을 일삼았으며 동탁의 일은 후한 헌제의 칙(勅)에 의해 행동한 일이라 되려 칭찬 받아야 하는 일이지만 정원을 죽이고 동탁에게 귀순한 일, 이각에게 공성전에서 패하고 원소에게로 도망친 이후 원소의 부하로 있을 당시 분탕을 크게 친 일 등으로 인해 여포는 성격이 좋은 사람이라고 평가하기는 매우 힘든 사람이다.
진등은 여포가 용맹하기만 할 뿐 무모하고 거동이 가벼워 조속히 제거해야 한다고 보았다. 조조 역시 여포에게는 도저히 길들여지지 않는 이리 새끼 같은 야성[낭자야심, 狼子野心]이 있다고 하였다.
유비는 여포가 주변 사람들에게 배신을 잘 해서, 특히 정건양의 일을 예시로 들어 여포를 살려두면 절대로 안 된다고 하였다.
중국사에서 여포의 총평은 용맹하고 무예에 뛰어나나 지략이 없고 무식하다고 보고 있다. 또한 색욕이 넘쳐 항상 불미스러운 일을 저지르고 다녔다고 평가한다.
배잠은 여포가 비록 항우에게는 미치지 못하지만 삼국 시대에서는 최고의 장수였기에 여포로 하여금 기병을 거느리게 한다면 천하를 쉽게 평정할 수 있을 것이라 하였다.

## 혈통
지금의 내몽골에서 태어난 탓에 그를 한족이 아닌 유목민족 출신으로 추정하는 견해가 있는데, 중국사에서도 의견이 다양하게 갈린다.

## 삼국지연의
사서가 아닌 소설 《삼국지연의》에서는 방천화극을 휘두르며 정원의 양아들로 등장한다. 동향 사람 이숙이 온갖 보물과 적토마로 회유하니 정원을 죽이고 양아버지를 동탁으로 바꾼다. 동탁 토벌전에서는 유비, 관우, 장비와 동시에 일기토를 벌인다. 왕윤과 공모하여 동탁을 주살했던 일은 왕윤의 양녀 초선을 둘러싼 이간책에 넘어가는 것으로 각색되었다. 장안 전투에서 투항해 온 호적아를 벤다.

## 가계
- 양아버지 : 동탁

## 섬긴 사람들
| - 고순 - 고아(高雅) - 범억 - 설란 - 성렴 - 송헌 - 양봉 - 오자(吳資) - 왕해(王楷) | - 원환 - 유하(劉何) - 위속 - 위월 - 이봉 - 이추(李鄒) - 이흑(李黑) - 장료 | - 장막 - 장초 - 장홍(張弘) - 조서(趙庶) - 조성 - 진궁 - 진규 - 진등 - 진위(陳衛) | - 진의(秦誼) - 진의록 - 필심 - 학맹 - 한섬 - 허사 - 후성 - 후해(侯諧) |

## 같이 보기
- 삼국지 인물 목록

## 참고 문헌
- 《후한서》75권 열전 제65 여포
- 《영웅기》 ; 배송지 주석, 《삼국지》7권 위서 제7 여포에서 인용